# Vuelo 90 de Air Florida
El vuelo 90 de Air Florida fue un vuelo regular de pasajeros nacional operado desde el Aeropuerto Nacional de Washington (ahora Aeropuerto Nacional Ronald Reagan de Washington) hasta el Aeropuerto Internacional de Fort Lauderdale-Hollywood, con una escala intermedia en el Aeropuerto Internacional de Tampa. El 13 de enero de 1982, el Boeing 737-200 que realizó el vuelo, registrado como N62AF, se estrelló contra el puente de la calle 14 sobre el río Potomac justo después de despegar del Aeropuerto Nacional de Washington.
Al chocar contra el puente que lleva la Interestatal 395 entre Washington, D. C., y el condado de Arlington, Virginia, golpeó siete vehículos ocupados y destruyó 97 pies (30 m) de barandilla de protección antes de hundirse a través del hielo en el río Potomac. El avión transportaba 74 pasajeros y cinco miembros de la tripulación. Solo cuatro pasajeros y un miembro de la tripulación (la azafata Kelly Duncan) fueron rescatados del accidente y sobrevivieron. Otro pasajero, Arland D. Williams Jr., ayudó en el rescate de los sobrevivientes, pero se ahogó antes de que pudieran rescatarlo. Cuatro automovilistas en el puente murieron. Los sobrevivientes fueron rescatados del río helado por civiles y profesionales. El presidente Ronald Reagan elogió estos actos durante su discurso sobre el Estado de la Unión 13 días después.
La Junta Nacional de Seguridad en el Transporte (NTSB) determinó que la causa del accidente fue un error del piloto. Los pilotos no activaron los sistemas internos de protección contra el hielo de los motores, utilizaron el empuje inverso en una tormenta de nieve antes del despegue, intentaron utilizar el tubo de escape del avión que se encontraba frente a ellos para derretir el hielo y no abandonaron el despegue incluso después de detectar un problema de potencia durante el rodaje y acumulación de hielo y nieve en las alas.

## Tripulación de cabina
Los pilotos del vuelo 90 de Air Florida fueron el capitán Larry Wheaton y el primer oficial Roger Pettit. Las descripciones de cada piloto se incluyeron en el informe oficial del accidente de la NTSB.
El capitán Larry Wheaton, de 34 años, fue contratado por Air Florida en octubre de 1978 como primer oficial. Él rápidamente se actualiza para el ascenso a capitán menos de dos años más tarde, en agosto de 1980. En el momento del accidente tenía unas 8.300 horas de vuelo, con 2.322 horas de experiencia en un avión comercial (todas registradas en Air Florida). Wheaton había iniciado su carrera con 1.752 horas sobre el Boeing 737, para el momento del accidente tenía 1.100 de esas horas como capitán.
Wheaton fue descrito por sus compañeros pilotos como una persona tranquila, con buenas habilidades operativas y conocimientos, que funcionaba bien en situaciones estresantes de trabajo en vuelo. Su estilo de liderazgo fue descrito como similar al de otros pilotos. Sin embargo, el 8 de mayo de 1980, Wheaton fue suspendido después de fallar una verificación de línea del Boeing 737 de Air Florida y resultó ser insuficiente en las siguientes áreas: Cumplimiento de normas, uso de lista de comprobación, procedimientos de vuelo tales como salidas y control de velocidad crucero y aproximaciones y aterrizajes. Sin embargo, retomó sus funciones después de pasar una prueba por segunda vez el 27 de agosto de 1980. El 24 de abril de 1981, el capitán recibió un grado satisfactorio en un chequeo de aptitud periódica de la empresa cuando mostró deficiencias en elementos de memoria, conocimientos de sistemas de la aeronave y las limitaciones de operación de los aviones. Tres días más tarde Wheaton pasó satisfactoriamente una prueba de aptitud profesional.
El primer oficial Roger Pettit, de 31 años, fue contratado por Air Florida el 3 de octubre de 1980, como un primer oficial en el Boeing 737. En el momento del accidente tenía aproximadamente 3.353 horas de vuelo, con 992 acumuladas en Air Florida, todas en el Boeing 737. Desde octubre de 1977 hasta octubre de 1980, Pettit fue un piloto de caza de la Fuerza Aérea de Estados Unidos, acumulando 669 horas de vuelo como un examinador de vuelo, instructor de tierra y piloto instructor en una unidad operativa de F-15.
Pettit fue descrito por pilotos como una persona ingeniosa y brillante, con un excelente dominio de habilidades físicas y mentales en el pilotaje de aviones y buen amigo. Quienes habían volado con él durante las operaciones de vuelo estresantes dijeron que en esos tiempos se mantuvo el mismo individuo ingenioso, agudo y "que sabía sus limitaciones". Varias personas dijeron que él era el tipo de piloto que no dudaría en hablar si sabía que algo específico estaba mal con las operaciones de vuelo.
Es habitual en las operaciones de la aerolínea comercial, alternar el rol de "piloto principal" entre el piloto en comando (PIC) y el segundo en comando (SIC) después de cada vuelo. Uno de los pilotos es designado el "piloto volador" (PF) y el otro como "piloto no volador" (PNF). Sin embargo, el PIC conserva la máxima autoridad para todas las operaciones de aeronaves y seguridad. El copiloto Roger Pettit estaba en los controles como el PF durante el accidente del vuelo 90.

## Condiciones meteorológicas
El día del accidente, el Aeropuerto Nacional Ronald Reagan de Washington (cercano al lugar del accidente) había sido cerrado por una fuerte tormenta de nieve, luego abrió sus operaciones a las 12:00 p. m. en condiciones limitadas, cuando comenzaron a cesar las nevadas. Ese mismo día, la tripulación del vuelo 90 salió del Aeropuerto Internacional de Miami, Florida, a la 1:45 p. m.
Esa tarde el avión debería regresar al sur, rumbo al Aeropuerto Internacional Fort Lauderdale-Hollywood, en Dania, Florida, con escala en el Aeropuerto Internacional de Tampa. La salida se demoró aproximadamente 1 hora y 45 minutos debido al cierre temporal del aeropuerto. El avión fue preparado para la salida, seguido de una nevada moderada y una temperatura de -4 °C.

## Procedimiento de deshielo
El avión fue descongelado con una mezcla de agua caliente y monopropileno glicol por American Airlines, en virtud de un acuerdo de servicio en tierra con Air Florida. Ese acuerdo especificado cubre los puertos de pitots/estática y ensenadas de motor que debían usarse, pero los empleados de American Airlines no cumplían con las normas para realizar este procedimiento. Dos operadores, que escogieron porcentajes diferentes de la mezcla, descongelaron el avión por ambos lados. Pruebas posteriores del camión de deshielo mostraron que la mezcla aplicada es distinta de la mezcla seleccionada. La mezcla inexacta fue el resultado de la sustitución de la tobera de Trump estándar. El operador no tenía medios para determinar si las válvulas dosificadoras funcionaban correctamente para este procedimiento.

## Momentos finales del vuelo 90

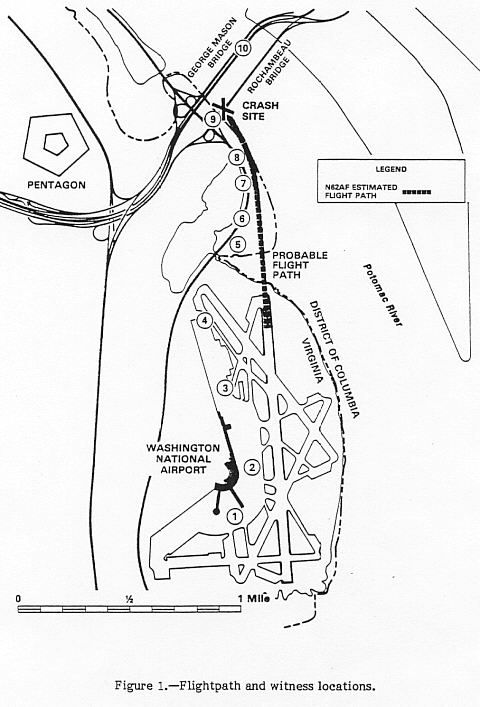
Diagrama de la NTSB sobre el accidente del vuelo 90 de Air Florida.

El avión tuvo problemas para salir de la puerta de embarque cuando el remolcador de servicios en tierra no pudo conseguir tracción en la rampa helada. Durante aproximadamente 30 a 90 segundos, la tripulación intentó alejarse de la puerta de embarque utilizando el empuje inverso de los motores (un powerback), lo que resultó inútil. Los boletines de operaciones de Boeing habían advertido contra el uso del empuje inverso en ese tipo de condiciones.
Finalmente, se utilizó una unidad de remolque en tierra debidamente equipada con cadenas para nieve para empujar el avión hacia atrás desde la puerta de embarque. Después de salir de la puerta de embarque, el avión esperó en una fila de rodaje con muchas otras aeronaves durante 49 minutos antes de llegar a la pista de despegue. Al parecer, el piloto decidió no regresar a la puerta de embarque para volver a aplicar el deshielo, por temor a que la salida del vuelo se retrasara aún más. Durante ese período se acumuló más nieve y hielo en las alas, y la tripulación era consciente de ello cuando decidió despegar. A las 3:59 p. m. EST cayó una fuerte nevada durante el despegue.
Aunque la temperatura exterior estaba muy por debajo del punto de congelación y estaba nevando, la tripulación no activó los sistemas antihielo del motor. El análisis de la grabadora de voz de la cabina determinó que, durante la lista de verificación de salida, el piloto confirmó que el sistema antihielo de los motores fue desactivado. Este sistema utiliza el calor de los motores para evitar que los sensores y la cubierta de admisión del motor acumulen hielo o nieve, lo que garantiza lecturas precisas.
Como resultado, esto provocó que los indicadores de empuje de la relación de presión del motor (RPM) proporcionaran lecturas falsas.  El ajuste correcto de la potencia del motor para la temperatura y la altitud del aeropuerto del Nacional de Washington en ese momento era 2,04 RPM, pero el análisis del ruido del motor registrado en la grabadora de voz de la cabina indicó que la potencia de salida real correspondía con una relación de presión del motor de solo 1,70.
Tanto el capitán como el primer oficial no tenían mucha experiencia en volar en condiciones de nieve y frío. Además, el capitán Larry Wheaton no había aprobado una prueba en el simulador de vuelo el año anterior con uno de sus instructores, citando la familiaridad de Wheaton sobre las reglas de vuelo y los reglamentos. Repitió la prueba tiempo después. El capitán había realizado sólo ocho despegues o aterrizajes en condiciones de nieve en el 737, y el primer oficial había volado en la nieve sólo dos veces.
Para empeorar las cosas, los pilotos decidieron maniobrar muy cerca de un DC-9 que se dirigía por delante de ellos antes del despegue, debido a que creían erróneamente que el calor de los motores del DC-9 derretiría la nieve y el hielo que se habían acumulado en las alas del vuelo 90. Esta acción, que iba específicamente en contra de las recomendaciones del manual de vuelo para una situación de formación de hielo, en realidad contribuyó a la formación de hielo en el 737. Los gases de escape del otro avión derritieron la nieve de las alas, pero en lugar de caer del avión durante el despegue, esta mezcla de nieve se congeló en los bordes de ataque de las alas y en el cono de la entrada del motor.
Cuando comenzó el despegue, el primer oficial le hizo notar varias veces al capitán que las lecturas del panel de instrumentos que estaba viendo no parecían reflejar la realidad (se refería al hecho de que el avión no parecía haber desarrollado tanta potencia como necesitaba para el despegue, a pesar de que los instrumentos indicaban lo contrario). El capitán desestimó estas preocupaciones y dejó que el despegue continuara. Los investigadores determinaron que quedaba mucho tiempo y espacio en la pista para que el capitán hubiera abandonado el despegue, y criticaron su negativa a escuchar a su primer oficial, quien tenía razón en que las lecturas del panel de instrumentos estaban equivocadas. Se le dijo al piloto que no se demorara porque otra aeronave estaba a 2,5 millas náuticas (2,9 millas; 4,6 km) en la aproximación final a la misma pista.
El avión recorrió casi 800 m más de lo habitual antes de despegar. Los supervivientes del accidente indicaron que el viaje por la pista fue extremadamente duro, y el superviviente Joe Stiley, empresario y piloto privado, dijo que creía que no lograrían despegar y que "se caerían por el extremo de la pista". Cuando el avión despegó, Stiley le dijo a su compañera de trabajo (y superviviente) Nikki Felch que asumiera la posición del accidente, y algunos pasajeros cercanos siguieron su ejemplo.
Aunque el 737 logró despegar, alcanzó una altitud máxima de solo 352 pies (107 m) antes de comenzar a perder altitud. Las grabadoras indicaron más tarde que el avión estuvo en el aire durante solo 30 segundos. A las 4:01 pm EST, se estrelló contra el puente de la calle 14 sobre el río Potomac, a 0,75 millas náuticas (0,9 millas; 1,4 km) del final de la pista. El avión chocó contra seis coches y un camión en el puente, y arrancó 97 pies (30 m) de la barandilla del puente y 41 pies (12 m) de la pared del puente.  Luego, el avión se hundió en el helado río Potomac. Cayó entre dos de los tres tramos del puente, entre el tramo en dirección norte de la I-395 (el puente Rochambeau) y los tramos en dirección norte y sur del carril para vehículos de alta ocupación, a unos 200 pies (70 yd; 60 m) de la costa. Todo, excepto la sección de cola, quedó sumergido rápidamente.
De los 79 pasajeros a bordo del avión:
- 4 de los 5 miembros de la tripulación (incluidos los pilotos) murieron.
- La única sobreviviente de la tripulación (la azafata Kelly Duncan), resultó gravemente herida.
- 70 de los 74 pasajeros murieron.
- 4 pasajeros sobrevivieron.
- Se creía que diecinueve ocupantes sobrevivieron al impacto, pero sus heridas les impidieron que escaparan.

De los transeúntes involucrados en el puente:
- 4 murieron.
- 1 resultó gravemente herido.
- 3 resultaron levemente heridos.

Aferrados a la sección de cola del avión destrozado en el río Potomac, cubierto de hielo, se encontraban la azafata Kelly Duncan y cuatro pasajeros: Patricia "Nikki" Felch, Joe Stiley, Arland D. Williams Jr. (atado y enredado en su asiento) y Priscilla Tirado. Duncan infló el único dispositivo de flotación que pudieron encontrar y se lo pasó a Felch, que estaba gravemente herido. El pasajero Bert Hamilton, que flotaba en el agua cerca, fue el primero en ser rescatado.

## Rescate de los supervivientes
Muchas oficinas federales en el centro de Washington habían cerrado temprano ese día en respuesta a las condiciones de ventisca que se desarrollaban rápidamente. Por lo tanto, existían importantes atascos de tráfico en casi todas las carreteras de la ciudad, lo que hizo que fuera inusualmente difícil para las ambulancias llegar al lugar del accidente. El remolcador portuario Capstan (WYTL 65601) de 65 pies (20 m) de la Guardia Costera y su tripulación estaban estacionados cerca; sus tareas incluyen romper el hielo y responder a los rescates acuáticos. El Capstan estaba considerablemente más abajo río abajo en otra misión de búsqueda y rescate. La respuesta terrestre de emergencia se vio obstaculizada por las carreteras cubiertas de hielo y el tráfico paralizado; las ambulancias enviadas a las 4:07 pm tardaron 20 minutos en llegar al lugar del accidente. Las ambulancias que intentaban llegar al lugar del accidente incluso fueron conducidas por la acera frente a la Casa Blanca. Los rescatistas que llegaron al lugar no pudieron ayudar a los sobrevivientes en el agua porque no tenían el equipo adecuado para llegar a ellos. La temperatura del agua, de aproximadamente 1 °C (34 °F), y la gran cantidad de hielo hicieron imposible nadar hasta las víctimas. Múltiples intentos de lanzar una cuerda salvavidas improvisada (hecha con cinturones y otros elementos que se pudieran atar entre sí) hacia los sobrevivientes resultaron ineficaces. Los intentos de rescate por parte de los funcionarios de emergencia y los testigos fueron grabados y transmitidos en vivo por los reporteros de noticias de la zona y, debido a que el accidente ocurrió en la capital de la nación, un gran número de personal de los medios de comunicación estuvo presente para proporcionar una cobertura rápida y extensa.
Roger Olian, capataz de chapa metálica en el Hospital St. Elizabeths, un hospital psiquiátrico de Washington, se dirigía a su casa cruzando el puente de la calle 14 cuando oyó a un hombre gritar que había un avión en el agua. Fue el primero en saltar al agua para intentar llegar hasta los supervivientes. Al mismo tiempo, varios militares del Pentágono (Steve Raynes, Aldo De La Cruz y Steve Bell) corrieron hasta la orilla del agua para ayudar a Olian.

Solo viajó unos pocos metros y regresó, con hielo pegado a su cuerpo. Le pedimos que no lo intentara de nuevo, pero insistió. Alguien agarró una cuerda corta y cables de batería y salió de nuevo, tal vez solo 30 pies (10 m). Lo jalamos de regreso. Alguien había dado marcha atrás con su jeep y lo levantamos y lo pusimos allí. Todo lo que cualquiera podía hacer era decirles a los sobrevivientes que se aferraran y no perdieran la esperanza. Había algunas piezas del avión en la orilla que ardían y se podían escuchar los gritos de los sobrevivientes. Más personas llegaron cerca de la orilla desde el puente, pero nadie podía hacer nada. El hielo se rompió y no había forma de caminar por allí. Era tan espeluznante, un avión entero desapareció excepto una sección de cola, los sobrevivientes y algunos pedazos de escombros del avión. El olor a combustible de avión estaba en todas partes, y podías olerlo en tu ropa. La nieve en las orillas tenía fácilmente dos pies de altura y tus piernas y pies se hundían profundamente en ella cada vez que te movías fuera del agua.

En ese momento, los controladores aéreos y los controladores de vuelo sólo sabían que el avión había desaparecido del radar y no respondía a las llamadas de radio, y no tenían idea de lo que había sucedido ni de dónde se encontraba el avión.
Alrededor de las 4:20 pm EST, Eagle 1, un helicóptero Bell 206L-1 Long Ranger de la Policía de Parques de los Estados Unidos, con base en el "Nido de las Águilas" en el Parque Anacostia en Washington, llegó y comenzó a intentar transportar a los sobrevivientes a la orilla. Con gran riesgo para ellos mismos, la tripulación trabajó cerca de la superficie del agua, en un momento se acercó tanto al río obstruido por el hielo que los patines del helicóptero se hundieron debajo de la superficie. En este punto, los sobrevivientes habían estado en el agua a 34 grados durante más de 20 minutos. 
La tripulación del helicóptero bajó una cuerda hacia los supervivientes para remolcarlos hasta la orilla. El primero en recibir la cuerda fue Bert Hamilton, que se encontraba flotando a unos 10 pies (3 m) de la cola flotante del avión y más cerca del helicóptero. El piloto lo tiró a través del hielo hasta la orilla, mientras evitaba los lados del puente. Para entonces, algunos bomberos y personal de rescate habían llegado para unirse al personal militar y civiles que sacaron a Hamilton (y a los siguientes, últimos tres supervivientes) desde el borde del agua hasta las ambulancias que esperaban; los rescatistas y los civiles en las orillas tuvieron que agacharse para evitar los rotores del helicóptero. El helicóptero regresó a la cola del avión, y esta vez Arland D. Williams Jr. (a veces llamado "el sexto pasajero") atrapó la cuerda. Williams, incapaz de desabrocharse los cinturones de los restos, le pasó la cuerda a la azafata Kelly Duncan, que fue aerotransportada a la orilla.  En su tercer viaje de regreso a los restos del avión, el helicóptero bajó dos cuerdas salvavidas, temiendo que los sobrevivientes restantes tuvieran solo unos minutos antes de sucumbir a la hipotermia. Williams, todavía atado a los restos, le pasó una cuerda a Joe Stiley, quien estaba sujetando a Priscilla Tirado, presa del pánico, que había perdido a su esposo y su bebé. La compañera de trabajo de Stiley, Nikki Felch, tomó la segunda cuerda. Mientras el helicóptero arrastraba a los tres a través del agua y los bloques de hielo hacia la orilla, tanto Tirado como Felch perdieron el control y cayeron de nuevo al agua. Mientras el helicóptero los arrastraba a través del hielo hasta la orilla del río, Stiley se rompió varias costillas. 
Tirado, gravemente herida y cegada por el combustible del avión, estaba demasiado débil para agarrar la cuerda cuando el helicóptero regresó a ella. Un transeúnte que observaba, el asistente de la Oficina de Presupuesto del Congreso Lenny Skutnik, se quitó el abrigo y las botas y, en mangas cortas, se zambulló en el agua helada y nadó hasta sacarla con éxito a la orilla. El helicóptero luego se dirigió al lugar donde había caído Felch y el paramédico Gene Windsor subió al patín del helicóptero y agarró la ropa de Felch para levantarla sobre el patín y llevarla a la orilla. Pasaron diez minutos desde el momento en que el helicóptero llegó al lugar hasta el rescate de Felch. 
Cuando la tripulación del helicóptero regresó por Williams, los restos en los que estaba atado se habían inclinado ligeramente, sumergiéndolo; según el forense, Williams fue el único pasajero que murió ahogado.Su cuerpo y los de los otros ocupantes fueron recuperados más tarde.
El mal tiempo había provocado que el tráfico en la hora punta de Washington comenzara temprano, lo que frustró el tiempo de respuesta de los equipos de emergencia. La hora punta temprana también significó que los trenes del metro de Washington estaban llenos cuando, apenas 30 minutos después de que se estrellara el vuelo 90, el metro sufrió su primer accidente fatal, en la estación Federal Triangle. Esto significó que el aeropuerto más cercano a Washington, uno de sus principales puentes de entrada o salida de la ciudad y una de sus líneas de metro más concurridas se cerraron simultáneamente, paralizando gran parte del área metropolitana.

## Investigación y conclusión de la NTSB
El 737 se rompió en varios pedazos grandes tras el impacto: el morro y la sección de la cabina, la cabina hasta el punto de unión del ala, la cabina desde detrás de las alas hasta las escaleras traseras y el empenaje. Aunque las velocidades reales del impacto fueron bajas y dentro de los límites de supervivencia, la rotura estructural del fuselaje y la exposición al agua helada resultaron fatales para todas las personas a bordo del avión, excepto las que estaban sentadas en la sección de cola. La NTSB concluyó que el accidente no era sobrevivible.  No fue posible determinar la posición del timón, los slats, los elevadores y los alerones debido al daño del impacto y la destrucción de la mayoría de los sistemas de control de vuelo. 
La NTSB determinó que la causa probable del accidente incluía el hecho de que la tripulación de vuelo no impuso la esterilización de la cabina durante el procedimiento final de la lista de verificación previa al vuelo. Los calentadores antihielo de los motores no se activaron durante la operación en tierra y el despegue. La decisión de despegar con nieve o hielo en las superficies aerodinámicas de la aeronave y el hecho de que el capitán no rechazara el despegue durante la etapa inicial, cuando se le llamó la atención sobre lecturas anómalas de los instrumentos del motor, también fueron erróneas.
La NTSB afirmó además:

Contribuyeron al accidente el retraso prolongado en tierra entre el deshielo y la recepción de la autorización de despegue del ATC, durante el cual el avión estuvo expuesto a precipitaciones continuas, las características conocidas de cabeceo hacia arriba inherentes del avión B-737 cuando el borde de ataque está contaminado incluso con pequeñas cantidades de nieve o hielo, y la experiencia limitada de la tripulación de vuelo en operaciones de transporte de los aviones a reacción en invierno.

## En la cultura popular
Este accidente fue presentado en un episodio del programa de televisión canadiense Mayday: catástrofes aéreas, titulado «Desastre en el Potomac». También fue presentado en el programa de televisión Segundos catastróficos en el episodio titulado «Accidente aéreo en el río Potomac».